# Kazuhiko Masada
Kazuhiko Masada (正田 和彦 Masada Kazuhiko?) (Fukui, Japón, 23 de mayo de 1975) es un luchador profesional japonés, más conocido por su nombre artístico MAZADA.

## Carrera

### New Japan Pro Wrestling (1996-1999)
Entrenado por Tatsumi Fujinami, Masada debutó en la marca Muga de New Japan Pro Wrestling, la cual estaba dirigida por Fujinami. Masada luchaba bajo el nombre de Kazuhiko Shoda, con Shoda siendo una pronunciación alternativa de su apellido. Al igual que toda la clase de alumnos de Tatsumi, Masada participó en el torneo The Catch Of Lancashire, pero fue eliminado por Darren Malonis. Shoda continuaría apareciendo en la promoción Muga por años, hasta que en abril de 1999 la abandonó para iniciar carrera en México.

### Consejo Mundial de Lucha Libre (2000-2001)
En enero de 2000, Kazuhiko cambió su nombre a Masada y comenzó a luchar en el Consejo Mundial de Lucha Libre, donde aprendió el estilo de lucha mexicano. Mientras competía primordialmente en luchas en parejas y en tríos, Masada conoció a otro japonés, Kazushige "Super Cacao" Nosawa, con quien formó equipo. Masada y Nosawa abandonaron el CMLL en febrero de 2001.

### International Wrestling Revolution Group (2001-2003)
Tras dejar el consejo, Nosawa y Masada fueron contratados por International Wrestling Revolution Group. Nosawa, quien a la vez competía en el circuito independiente de Japón, trajo a Mitsunobu Kikuzawa para formar los tres el stable Tokyo Gurentai, al que más tarde se unió Minoru Fujita. Nosawa, Masada y Fujita lucharon en IWRG bajo la guisa de un trío de heels japoneses, entrando en feudos con luchadores como Black Dragon y Último Vampiro.
En octubre, Masada volvió a su viejo nombre de Shoda para hacer una aparición especial en Muga contra el nuevo alumno de Fujinami, Katsushi Takemura. Takemura le siguió a México y se convirtió en el siguiente miembro de Tokyo Gurentai, sustituyendo a Kikuzawa, quien había abandonado el grupo poco antes.

### All Japan Pro Wrestling (2004-presente)
En 2005, Tokyo Gurentai regresó a Japón, donde fue contratado por All Japan Pro Wrestling. Siguiendo el ejemplo de Nosawa, Masada cambió su nombre a MAZADA (todo en mayúsculas). Inmediatamente, Tokyo Gurentai se enfrentó a personalidades como Gran Hamada, Kaz Hayashi y varios otros, llegando a enfrentarse a Genichiro Tenryu & Masanobu Fuchi por el All Asia Tag Team Championship, sin éxito. Masada también recibió una oportunidad contra Hayashi por el AJPW World Junior Heavyweight Championship, pero el resultado fue el mismo. Más tarde, sin embargo, MAZADA se volvió contra NOSAWA y le derrotó en un combate en el que el perdedor debería abandonar la empresa, disolviendo Tokyo Gurentai. MAZADA hizo equipo entonces con Kikutaro, aunque el equipo no consiguió demasiadas victorias, y pronto se disolvió también.

### Retorno a Consejo Mundial de Lucha Libre (2005-2006)
También en 2005, MAZADA volvió a México gracias a un intercambio comercial entre AJPW y Consejo Mundial de Lucha Libre. Allí, MAZADA amplió Tokyo Gurentai con OKUMURA y TAGUCHI, con varias medidas de éxito. El mismo año, MAZADA fue contratado por Último Dragón para ser uno de los asesores en su gimnasio de México, Último Dragón Gym.

## En lucha
- Movimientos finales
  - Shoda Drop[1] (Fisherman driver)
  - Swinging reverse STO[2]

- Movimientos de firma
  - Bridging German suplex[2]
  - Crucifix pin
  - Dropkick, a veces desde una posición elevada
  - Hurricanrana[2]
  - Legsweep DDT[2]
  - Spinning heel kick

- Mánagers
  - TARU

## Campeonatos y logros
- All Japan Pro Wrestling
  - AJPW Junior Tag League (2006) - con NOSAWA Rongai

- Big Japan Pro Wrestling
  - WEW Tag Team Championship (1 vez) - con NOSAWA Rongai

- Dradition Pro Wrestling
  - CAW Central United States Tag Team Championship (1 vez) - con Katsushi Takemura

- Dramatic Dream Team
  - UWA World Trios Championship (1 vez) - con NOSAWA Rongai & FUJITA

- International Wrestling Revolution Group
  - IWRG Intercontinental Tag Team Championship (2 veces) - con Nosawa (1) y American Gigolo (1)
  - IWRG Intercontinental Trios Championship (1 vez) - con Nosawa & Takemura
  - Copa Higher Power (2004) - con NOSAWA Rongai, GARUDA & Black Tiger III

- Mobius
  - Apex of Triangle Six–Man Tag Team Championship (1 vez) - con NOSAWA Rongai & TAKEMURA

- Osaka Pro Wrestling
  - UWA World Trios Championship (1 vez) - con NOSAWA Rongai & FUJITA

- Pro Wrestling El Dorado
  - UWA World Tag Team Championship (1 vez) - con NOSAWA Rongai

- Pro Wrestling WAVE
  - JWP Tag Team Championship (1 vez) - con NOSAWA Rongai

- Tokyo Gurentai Produce / NOSAWA Bom-Ba-Ye
  - Tokyo Intercontinental Tag Team Championship (1 vez) - con HUB
  - Tokyo World Heavyweight Championship (1 vez, actual)
  - Tokyo World Tag Team Championship (1 vez) - con NOSAWA Rongai

- Pro Wrestling Illustrated
  - Situado en el N°277 en los PWI 500 de 2006[3]